# Eugène Pujol
 (février 2024).
Si vous disposez d'ouvrages ou d'articles de référence ou si vous connaissez des sites web de qualité traitant du thème abordé ici, merci de compléter l'article en donnant les références utiles à sa vérifiabilité et en les liant à la section « Notes et références ».
Pour les articles homonymes, voir Pujol.
Eugène Pujol est un artiste peintre français, né le 14 mai 1899 à Carbonne (Haute-Garonne) et mort le 14 janvier 1986 à Cahors (Lot). 

## Biographie
Eugène Pujol est entré à l'École supérieure des beaux-arts de Toulouse en 1917. Après la guerre de 14-18, il rejoint l'École nationale supérieure des beaux-arts de Paris, où il travaille dans l'atelier de Fernand Sabatté et de Louis Roger, élèves de Gustave Moreau et de Jean-Paul Laurens, puis il s'inscrit à l'École du Louvre. En 1924, il obtient la médaille du portrait au Salon des artistes français.[réf. nécessaire]
Il est d'abord professeur de dessin à Fougères jusqu'en 1927, puis au Lycée Gambetta à Cahors. En 1930, il est nommé professeur au Lycée Rollin à Paris, avant d'être muté à Toulouse en 1940, puis à Cahors, à partir de 1941.
Après la Guerre, Eugène Pujol voyage en France et à l'étranger en Alsace, en Espagne, en Corse, en Algérie en 1947, à Rome en 1949-1950. De 1972 à 1981, il se rend très régulièrement à Venise. En 1979, il va à Londres. Chacun de ses voyages lui donne l'occasion de créations picturales. Le peintre, qui habitait à Labéraudie, dans l'agglomération de Pradines, dont il a peint beaucoup de paysages des bords du Lot, s'éteint en 1986 à Cahors où se sont tenues au long de sa carrière de nombreuses expositions.

## Expositions
- Paris

- - Salon des artistes français (1926 à 1939) : sociétaire
  - Musée Galliera, exposition « Les provinces françaises »
  - Salon des Indépendants : sociétaire en 1928
  - École nationale des beaux-arts de Paris

- Toulouse
  - Galerie Chappe-Lautier
  - Salon des artistes méridionaux (de 1925 à 1942)
  - Salon des provinces françaises

- Cahors
  - Musée Henri Martin "Hommage aux peintres Lotois" (à partir de 2022)

- Albi
- Figeac

## Musées
- Montauban
- Cahors Musée Henri Martin
- Toulouse Palais des Arts
- Carbonne Musée André Abbal